# Organonatriumchemie
De organonatriumchemie bestudeert verbindingen waarin een directe binding optreedt tussen koolstof en natrium. Het is daarmee een onderdeel van de organometaalchemie. De toepassingen van deze groep verbindingen zijn beperkt in aantal, vooral door de eenvoudige toegankelijkheid van de overeenkomstige organolithiumverbindingen. Een aantal belangrijke organonatriumverbindingen dienen echter genoemd te worden.

## Bindingseigenschappen en reacties
De organometaalbinding tussen koolstof en de groep 1-elementen in het periodiek systeem wordt gekenmerkt door een hoge mate van polarisatie en (op koolstof) nucleofiliciteit. De elektronegativiteit van koolstof (2,55) is hoog in vergelijking tot die van de alkalimetalen: lithium (0,98), natrium (0,93), kalium (0,82) en rubidium (0,82). De voornaamste organonatriumverbinding is Cyclopentadiënylnatrium, dat bereid wordt door reactie van metallisch natrium met cyclopentadieen:
2 Na + 2 C5H6 → 2 NaC5H5 + H2
De hogere alkalimetalen zijn in staat om ook niet-geactiveerde waterstofatomen te vervangen, en zelfs in staat tot autometallatie of disproportionering:
2 NaC2H5 → C2H4Na2 + C2H6
Een andere zijreactie wordt gevormd door bèta-eliminatie:
NaC2H5 → NaH + C2H4
Het harde carbanionkarakter van de verbindingen kan getemperd worden door conjugatie of resonantie, zoals in (C6H5)3CM-verbindingen (waarbij M een metaal voorstelt).
Natrium kan ook met koolwaterstoffen in één-elektronreductie reageren. Met naftaleen wordt natriumnaftalenide gevormd:
C10H8 + Na → Na+[C10H8]−•
In de Wanklynreactie (1858) vervangt natrium magnesium in een Grignardachtige reactie tussen ethylnatrium en koolstofdioxide:
C2H5Na + CO2 → C2H5CO2Na
In de originele studie werd de alkylnatriumverbinding verkregen via dialkylkwikverbindingen (zoals di-ethylkwik) in de Schoriginreactie:
(C2H5)2Hg + 2Na → 2C2H5Na

## Navigatie
Navigatie Koolstof-elementbinding